# Walter Bernhardt (Politikwissenschaftler)
Walter Bernhardt (* 3. Juni 1940 in Kaunas (russisch: Kowno)) ist ein deutscher Politikwissenschafter und Akademieleiter.

## Leben und Wirken
Nach seiner 1960 abgelegten Reifeprüfung in Hermannsburg und dem daran bis 1962 folgenden Wehrdienst bei der Bundeswehr studierte Walter Bernhardt seit dem Wintersemester 1962 an der Christian-Albrechts-Universität zu Kiel Anglistik, Geschichte, Politikwissenschaft und Soziologie. 1968 promovierte er bei dem Historiker und ersten Professor für Politische Wissenschaft in Kiel, Michael Freund, mit einer Arbeit über die Aufrüstung Adolf Hitlers in den Jahren von 1934 bis 1939. Nachdem Bernhardt bereits 1963 als wissenschaftliche Hilfskraft bei Michael Freund tätig gewesen war, übernahm er nach seiner Promotion dort die Stelle eines wissenschaftlichen Assistenten. Nach der Übernahme der Leitung der Hermann-Ehlers-Akademie Kiel 1974 wirkte Bernhardt weiterhin als Lehrbeauftragter für Politikwissenschaft an der Universität Kiel. Als Akademieleiter bis 1994 gab er zahlreiche Schriften mit Vorträgen an der Hermann-Ehlers-Akademie Kiel heraus.

## Veröffentlichungen
- Die deutsche Aufrüstung 1934–1939. Militärische und politische Konzeptionen und ihre Einschätzung durch die Alliierten. Mit einem Vorwort von Michael Freund. Bernard u. Graefe, Frankfurt a. M. 1969.
- (Hrsg.): Michael Freund: Die Politik der Freiheit. Gesammelte Aufsätze zur Wissenschaft und Geschichte der Politik. Schünemann, Bremen 1970, ISBN 3-7961-4270-2.
- (Hrsg.): Michael Freund: Propheten der Revolution. Biographische Essays und Skizzen. Schünemann, Bremen 1970, ISBN 3-7961-3016-X.
- Friedrich Engels und die Revolution in Deutschland. In: ders. (Hrsg.): Führung in der Politik. Festgabe für Michael Freund zum 70. Geburtstag am 18. Januar 1972 von seinen Schülern. Kieler Druckerei, Kiel 1972, S. 139–156.
- Kontrolle. In: ders. (Hrsg.): Orientierung im politischen Kräftefeld. Texte zu Grundproblemen politischen Verhaltens. Lexika-Verlag, Grafenau-Döffingen 1973, S. 189–273, ISBN 3-920353-63-3.
- Michael Freund † 15. Juni 1972. In: Christiana Albertina, H. 15 (Juni 1973), S. 86–89.
- (Mitbearb.): Politik in Schleswig-Holstein. Eine politische Bibliographie 1945–1972. Seminar für Wissenschaft und Geschichte der Politik, Kiel 1974.
- (mit Ulrich Matthée): Visio Germaniae. Einklang der Gegensätze. Schünemann, Bremen 1978, ISBN 3-7961-1703-1.
- (Hrsg.): Nation und Nationalität im Selbstverständnis der Deutschen. Symposium aus Anlaß des 80-jährigen Geburtstags von Michael Freund am 18. Januar 1982. Institut für Politische Wissenschaft der Christian-Albrechts-Universität, Kiel 1982.
- (mit Ulrich Matthée): Die Hermann-Ehlers-Stiftung. Anmerkungen zur politischen Erwachsenenbildung in freier Trägerschaft. In: Uwe Barschel (Hrsg.): Im Dienst für die Freiheit. Kai-Uwe von Hassel zum 70. Geburtstag. Wachholtz, Neumünster 1983, S. 121–139, ISBN 3-529-06181-6.
- (Bearb.): Ein Christ in der Politik. Hermann Ehlers zum Gedenken 1904–1954. Wachholtz, Neumünster 1985, ISBN 3-529-06191-3.
- (Hrsg.): Die Bad Bramstedter Gespräche. Vorträge zum Dialog zwischen Kirche und Staat, 1989–1991 (= Glaube und Politik, Bd. 3). Schmidt & Klaunig, Kiel 1992, ISBN 3-88312-004-9.
- (Bearb.): Ethik in der Politik. Henning Schwarz zum Gedenken. Schmidt & Klaunig, Kiel 1994, ISBN 3-88312-006-5.